# Гамбург-Фульсбюттель
Фульсбюттель (нім. Fuhlsbüttel) — частина району Гамбург-Північ вільного та ганзейського міста Гамбург. Фульсбюттель відомий як місцевість міжнародного аеропорту Гамбург, а також як в’язниця, яка служила концтабором у системі репресій за часів нацистської Німеччини.